# Blod og Sand
Blod og Sand er en amerikansk stumfilm fra 1922 af Fred Niblo.

## Medvirkende
- Rosa Rosanova som Angustias
- Leo White som Antonio
- Rosita Marstini som Encarnacion
- Rudolph Valentino som Juan Gallardo (billed Rodolph Valentino)
- Lila Lee som Carmen
- Charles Belcher som Don Joselito
- Fred Becker som Don Jose
- George Field som El Nacional